# Jim van Os
Johannes Jacobus (Jim) van Os (Utrecht, 8 april 1960) is een Nederlandse hoogleraar in de psychiatrie (Psychiatrische Epidemiologie en Publieke GGZ) en voorzitter van de Divisie Hersenen van het Universitair Medisch Centrum Utrecht. Daarvoor was hij hoofd van de afdeling Psychiatrie en Psychologie van het Universitair Medisch Centrum Maastricht. Hij is gasthoogleraar aan het Institute of Psychiatry van het King's College te Londen, waar hij in 2016 werd benoemd tot King's College Fellow.
Als psychiater is hij gespecialiseerd in de behandeling van mensen die last hebben van psychotrauma, psychosegevoeligheid en bipolaire stemmingsgevoeligheid. Hij doet dit vanuit een brede kijk op neurodiversiteit en mentale variatie, waarbij hij uit gaat van "de gedachte dat neurologische verschillen zoals autisme, ADHD, hoogbegaafdheid, dyslexie, en andere vormen van neurodivergentie, geen afwijkingen zijn die moeten worden gecorrigeerd. We zien het als natuurlijke variaties die waardevol zijn."
Van Os is lid van de Koninklijke Nederlandse Akademie van Wetenschappen en de Koninklijke Hollandsche Maatschappij der Wetenschappen. Hij stond in 2014 vermeld op de Thomson-Reuter Web of Science list van 'the world's most influential scientific minds of our time' en kreeg in 2023 de Lifetime Achievement Award  van de Schizophrenia International Research Society.
Van Os kreeg onder meer bekendheid door zijn voorstel in Lancet en Nature om verschillende 'schizo'-diagnoses in de psychiatrie ('schizofrenie', 'schizoaffectief', 'schizofreniform', enzovoort) te vervangen door een, volgens hem, wetenschappelijker en patiëntvriendelijker brede syndromale of spectrum-diagnose voor psychoses.

## Leven en werk
Na het Stedelijk Gymnasium Haarlem (1972-1978) studeerde Van Os geneeskunde aan de Universiteit van Amsterdam; hij rondde die studie af in 1986. Hij ging de richting psychiatrie op mede vanwege het stilzwijgen door zijn ouders over hun oorlogsverleden in de Japanse interneringskampen in Nederlands-Indië, de zogeheten 'Jappenkampen'. Vanaf 1985 verdiepte hij zich in transculturele psychiatrie, eerst in Jakarta en in 1986 in Casablanca. Tussen 1987 en 1991 studeerde hij psychiatrie in Bordeaux en Londen, vervolgd door een studie epidemiologie aan de London School of Hygiene and Tropical Medicine (King's College) tussen 1991 en 1995. Hij werd in 2001 benoemd tot hoogleraar en hoofd van de afdeling Psychiatrie en Psychologie van het Universitair Medisch Centrum Maastricht.
In 2009 stelde Van Os voor om de verschillende 'schizo'-diagnoses af te schaffen wegens gebrekkige wetenschappelijke onderbouwing en het risico van de fundamentele attributiefout in de psychiatrie: het fenomeen dat psychiaters en psychologen de patiënt niet meer als persoon kunnen zien vanwege pseudowetenschappelijke preconcepties die besloten liggen in het 'label'. Hij stelde een andere, brede en syndromale of spectrum-diagnose voor psychoses voor dat uitnodigt tot verdere persoonlijke diagnose in plaats van pseudowetenschappelijke stereotypering. In 2014 legde hij een en ander uit in een TED-talk: "Connecting to Madness".
Hij was de coördinator van het onderzoeksproject European (network of national schizophrenia networks studying) Gene-environment Interactions (EU-GEI) van de Universiteit Maastricht om gen-omgevingsinteracties te identificeren die betrokken zijn bij psychotische stoornissen. Het project liep van 2010 tot 2015 en werd gefinancierd door een beurs ('grant') van de Europese Unie van 12 miljoen euro, een FP7-grant.
In zijn boek De DSM-5 voorbij! - Persoonlijke diagnostiek in een nieuwe GGZ (2014) stelt hij dat veel van zijn vakgenoten psychische ziekten reduceren tot disfuncties van de hersenen en merkt hij op dat de 'mislukte marktwerking in de zorg' heeft geleid tot overbehandeling van lichte aandoeningen, en onderbehandeling van mensen met ernstige psychische aandoeningen. In de dominante biologische psychiatrie worden DSM-classificaties volgens Van Os opgevat als oorzaken van hersenziektes. Hij stelt in het boek de bijdrage van de DSM (het Diagnostic and Statistical Manual of Mental Disorders) aan het kapitalistische 'spel' tussen farmaceuten, psychiaters, verzekeraars en politici ter discussie.
In maart 2015 publiceerde Van Os, samen met Wilma Boevink (onderzoeker aan het Trimbos-instituut) en anderen, een opinie-artikel in NRC-Handelsblad onder de titel Laten we de diagnose schizofrenie vergeten, waarin zij stelden dat schizofrenie niet bestaat en opnieuw opriepen om de 'schizo'-classificaties uit DSM en ICD te verwijderen en te vervangen door meer wetenschappelijke en patiëntvriendelijke brede syndromale begrippen. Een week later publiceerden zijn collega's René Kahn, Iris Sommer en Damiaan Denys een tegenartikel in NRC waarin zij Van Os, Boevink en hun collega's labelden als vertegenwoordigers van de antipsychiatrie uit de jaren '70. Naar aanleiding van dit debat publiceerde de psychiater en filosoof Alan Ralston de analyse The attack of the 50-ft antipsychiatrist.
Eind 2015 startte Van Os, samen met Philippe Delespaul, Wilma Boevink, Michael Milo en Frank Schalken, de breed gesteunde beweging 'De Nieuwe GGZ', waarvan de website PsychoseNet.nl onderdeel is, "Hét online zelfregiecentrum/herstelacademie voor psychosegevoeligheid, trauma, stemming en herstel".
In 2016 publiceerde hij opnieuw een artikel waarin hij betoogde dat het concept 'schizofrenie' geschrapt zou moeten worden uit de classificatiesystemen van psychiatrische stoornissen (zoals de Diagnostic and Statistical Manual of Mental Disorders, DSM), omdat het geen zinvolle beschrijving van de symptomen is.
Hij gelooft niet in de DSM en is er een voorstander van om de classificaties in de DSM te vervangen door twintig brede syndromen, en daarbinnen te specificeren wat iemands problemen zijn, om tot een persoonlijke diagnose te komen.
Sinds 2020 werkt Van Os samen met collega Philippe Delespaul aan het opzetten van social trials in het kader van ggz-transformatie volgens het principe van het Ecosysteem Mentale Gezondheid, als beschreven in het boek We zijn God Niet, dat hij schreef samen met de ervaringsdeskundige arts Myrrhe van Spronsen en het boek Kopzorgen: Psychose Begrijpen In 33 Vragen, dat hij schreef met Stijn Vanheule.
In het Marathoninterview in juni 2024 vertelde hij aan interviewer Eva Koreman dat hij vindt dat mensen die psychisch lijden veel te snel in aanmerking kunnen komen voor euthanasie. Hij herhaalde dat standpunt in december 2024 in een interview door Tom Grosfeld in Het Parool.

## Boeken
- Jim van Os (april 2014). De DSM-5 voorbij! - Persoonlijke diagnostiek in een nieuwe GGZ. Diagnosis Uitgevers - Bohn Stafleu van Loghum, Leusden/Houten. ISBN 9789491969003.
- Henriëtte van der Horst en Jim van Os (12 november 2018). De dokter en de patiënt met psychische problemen. Bohn Stafleu van Loghum, Houten. ISBN 9789036821735.
- Jim van Os en Myrrhe van Spronsen (9 december 2021). We zijn God niet - Een pleidooi voor een nieuwe psychiatrie van samenwerking. Lannoo Campus, Tielt, België. ISBN 9789401481007.
- Stijn Vanheule en Jim van Os (26 september 2022). Kopzorgen. Psychose begrijpen in 33 vragen. Lannoo Campus, Tielt, België. ISBN 9789401484060.
- Simona Karbouniaris en Jim van Os (12 juni 2023). Kopzorgen. Trauma begrijpen in 33 vragen. Lannoo Campus, Tielt, België. ISBN 9789401490177.
- Simona Karbouniaris en Jim van Os (30 oktober 2024). Neurodiversiteit begrijpen in 33 vragen. Lannoo Campus, Tielt, België. ISBN 9789401499668.

## Wetenschappelijke publicaties (selectie)
- (en) Van Os, J. & Kapur, S. (2009) 'Schizophrenia'; Lancet, 374, 635-645.
- (en) Van Os, J, Kenis, G, Rutten, B.P. The environment and schizophrenia. Nature. 2010;468(7321):203-212.
- (en) McGorry, P, Van Os, J. Redeeming diagnosis in psychiatry. Timing versus specificity. Lancet. 2013;381:343-345.
- (en) Van Os J, Guloksuz S, Vijn TW, Hafkenscheid A, Delespaul P. The evidence-based group-level symptom-reduction model as the organizing principle for mental health care: time for change? World Psychiatry. 2019;18:88-96.
- (en) Guloksuz S, Pries LK, Delespaul P, Van Os, J. en anderen Examining the independent and joint effects of molecular genetic liability and environmental exposures in schizophrenia: results from the EUGEI study. World Psychiatry. 2019;18):173-82.